# Sven Stockman
Sven Konrad Stockman, född den 12 november 1889 i Stockholm, död där den 19 september 1959, var en svensk statistiker och ämbetsman.
Stockman avlade filosofie kandidatexamen vid Uppsala universitet 1912 och filosofie licentiatexamen där 1915. Han blev amanuens i Statistiska Centralbyrån 1916, i Kommerskollegium 1917, aktuarie där 1921 och förste aktuarie 1924. Stockman promoverades till filosofie doktor i Uppsala 1938. Han publicerade kalendrar och ett antal artiklar i tidningar och tidskrifter avseende ekonomiska förhållanden, speciellt utrikeshandeln. Stockman blev riddare av Vasaorden 1939. Han vilar på Sandsborgskyrkogården.